# Campionati europei di canottaggio 1894
I Campionati europei di canottaggio 1894 si disputarono a Mâcon (Francia) e furono la II edizione dei Campionati europei di canottaggio.
Trieste, all'epoca parte dell'Impero austro-ungarico, venne indicata nei resoconti con il solo nome della città.

## Programma
Le quattro gare si svolsero nella giornata del 16 settembre 1894.
16 settembre
- Coppa dell'Adriatico (Due con, 2000 m)
- Coppa della Francia (Quattro con, 2000 m)
- Coppa del Belgio (Skiff, 2000 m)
- Coppa d'Italia (Otto, 2000 m)

## Podi
| Gara        | Oro | Oro   | Argento | Argento | Bronzo                                                                             | Bronzo |
| ----------- | --- | ----- | --- | ------- | ---------------------------------------------------------------------------------- | ------ |
| Singolo     | Francia Maurice Gresset                                                                                           | 7'15" | Italia Vittorio Leone | 7'29"   | –                                                                                  |        |
| Due con     | Belgio Auguste Lescrauwaet Edouard. Lescrauwaet n.d. (tim.)                                                       | 7'35" | Italia Vittorio Leone Federico Costa n.d. (tim.) | 7'37"   | –                                                                                  |        |
| Quattro con | Francia Jules Demare Clément Dorlia Paul Cocuet Gabriel Sartori n.d. (tim.)                                       | 6'52" | Italia Luigi Rossi Giuseppe Gribaudi Ferruccio Somaglia Attilio Chiantore Ponziano (tim.)                                                           | 6'54"   | Trieste Dante Sandinelli Ugo Bonazza Guido Cabalzar Ermanno Girardelli n.d. (tim.) | 7'16"  |
| Otto        | Francia Jules Demare Clément Dorlia Paul Cocuet Gabriel Sartori Lepron Dupont Sablier Octave Bouttemy n.d. (tim.) | 5'39" | Italia Luigi Rossi Giuseppe Gribaudi Ferruccio Somaglia Augusto Lange Carlo Carbone Mario Ostorero Giovanni Lenti Attilio Chiantore Ponziano (tim.) | 5'41"   | –                                                                                  |        |

## Medagliere
| Pos.   | Nazione |   |   |   | Totale |
| ------ | ------- | - | - | - | ------ |
| 1      | Francia | 3 | 0 | 0 | 3      |
| 2      | Belgio  | 1 | 0 | 0 | 1      |
| 3      | Italia  | 0 | 4 | 0 | 4      |
| 4      | Trieste | 0 | 0 | 1 | 1      |
| Totale | Totale  | 4 | 4 | 1 | 9      |